# 豊田市立藤岡中学校
豊田市立藤岡中学校（とよたしりつ ふじおかちゅうがっこう）は、愛知県豊田市木瀬町稽古屋にある公立中学校。近隣には愛知県立加茂丘高等学校やアイシン藤岡試験場などがある。

## 校訓
- 考える・思いやる・鍛える

## 沿革
- 1947年（昭和22年） - 西加茂郡藤岡村に藤岡村立藤岡中学校として開校。
- 1978年（昭和53年）4月1日 - 藤岡村が町制施行して藤岡町が発足したことで、藤岡町立藤岡中学校に改称。
- 1981年（昭和56年）3月 - 旧特別教室棟を転用して豊田市藤岡民俗資料館が開館。
- 2005年（平成17年） - 藤岡町など6町村が豊田市に編入合併されたことで、豊田市立藤岡中学校に改称。
- 2011年（平成23年） - マンモス化と南部地区の遠距離通学解消のため、豊田市立藤岡南中学校を分離。

## 生徒数
かつては生徒数の多さから、プレハブ小屋をいくつか建設して教室としていた。最盛期には1学年13クラスを有していた。また生徒数の増加に対応するため、職員室内の廊下を3年部教職員専用に切り替えたり、会議室だった場所を教室に切り替えたりしていた。
2009年（平成21年）3月末時点の生徒数は834人であり、豊田市の中学校では最多だった。その後、2011年（平成23年）に豊田市立藤岡南中学校を分離し、また少子化が進行したことで、1学年8クラス程度に落ち着いている。

## 通学区域
以下の小学校区。
- 豊田市立飯野小学校
- 豊田市立石畳小学校
- 豊田市立御作小学校

## 著名な卒業生
- 美奈子 - タレント。
- よしこ - お笑い芸人、ガンバレルーヤ。